# Morulaeplectinae
Morulaeplectinae es una subfamilia de foraminíferos bentónicos de la familia Spiroplectamminidae, de la superfamilia Spiroplectamminoidea, del suborden Spiroplectamminina y del orden Lituolida. Su rango cronoestratigráfico abarca el Holoceno.

## Discusión
Clasificaciones previas incluían Morulaeplectinae en el suborden Textulariina, en el orden Textulariida, o en el orden Lituolida sin diferenciar el suborden Spiroplectamminina.

## Clasificación
Morulaeplectinae incluye al siguiente género:
- Morulaeplecta